# Fixer Upper (chương trình truyền hình)
Fixer Upper là một chương trình truyền hình thực tế của Mỹ về thiết kế nhà và mới phát sóng trên HGTV. Nó có sự góp mặt của Chip và Joanna Gaines, có trụ sở tại Waco, Texas (Vi khoa). Chương trình phi công của chương trình được phát sóng vào tháng 5 năm 2013, với mùa giải đầu tiên bắt đầu vào tháng 4 năm 2014, mùa thứ 3 bắt đầu vào tháng 1 năm 2015, mùa bắt đầu vào tháng 12 năm 2015 và mùa thứ 4 bắt đầu vào tháng 11 năm 2016. Mùa thứ năm và cuối cùng được công chiếu vào ngày 21 tháng 11 năm 2017.